# Ейберген
Ейберген (нід. Eibergen) — місто в нідерландській провінції Гелдерланд, на кордоні із Німеччиною. Входить до муніципалітету Беркелланд.
Мало статус окремого муніципалітету до початку 2005 року, коли разом із сусідніми муніципалітетами Неде, Боркюло та Рюрло утворило муніципалітет Беркелланд.

## Визначні уродженці
- Менно тер Браак (1902-1940) — нідерландський письменник-модерніст